# Ante Aralica
Ante Aralica (sinh 23 tháng 7 năm 1996) là một cầu thủ bóng đá Croatia thi đấu ở vị trí tiền đạo cho Lokomotiv Plovdiv ở Bulgarian First League.